# Тюрьма Султанахмет

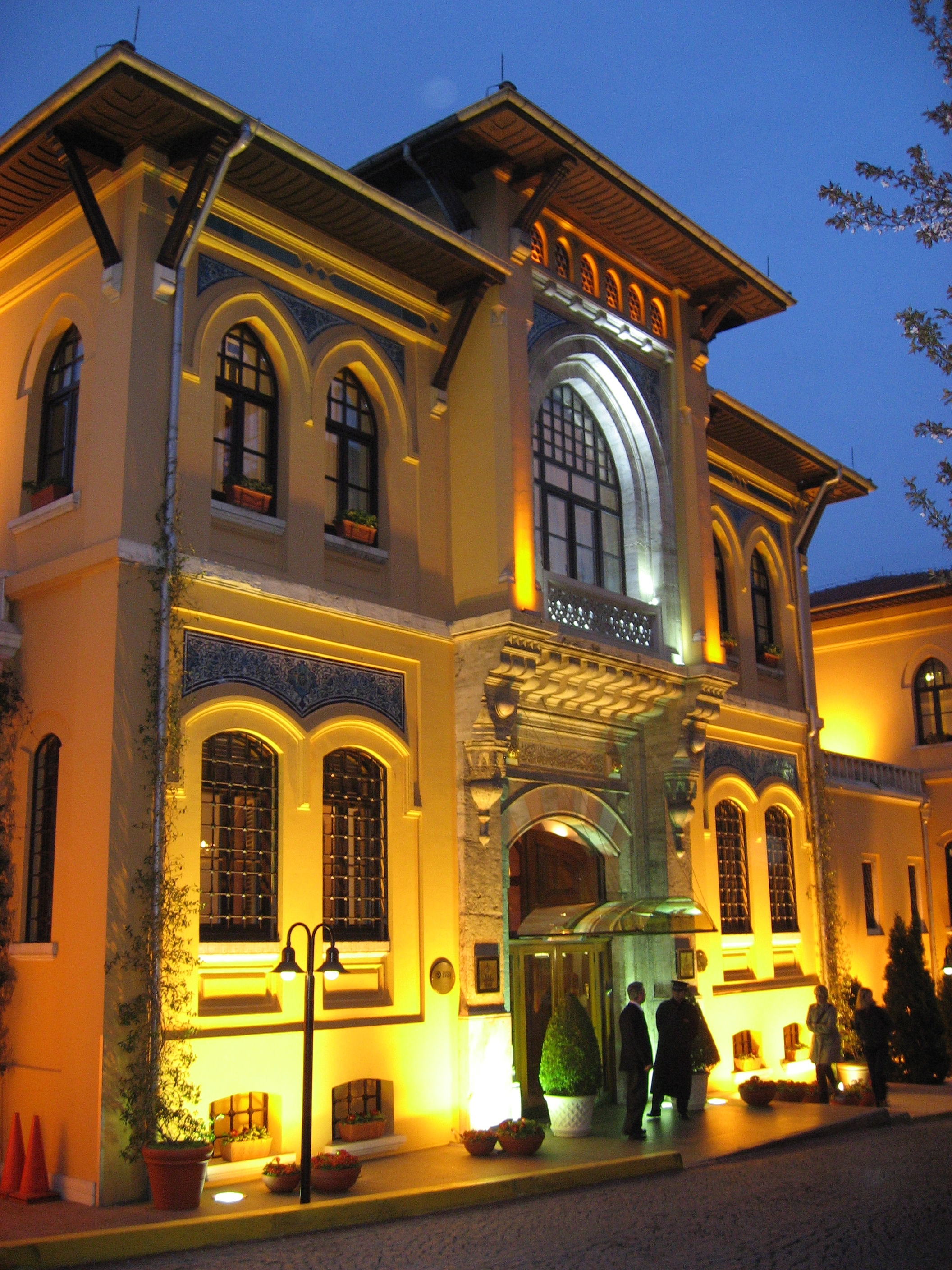
Главный вход в отель (бывшая тюрьма Султанахмет)

Тюрьма Султанахмет (тур. Sultanahmet Cezaevi) — бывшая турецкая тюрьма в Стамбуле. Ныне является роскошным отелем «Four Seasons», который расположен в микрорайоне Султанахмет района Фатих на историческом полуострове.

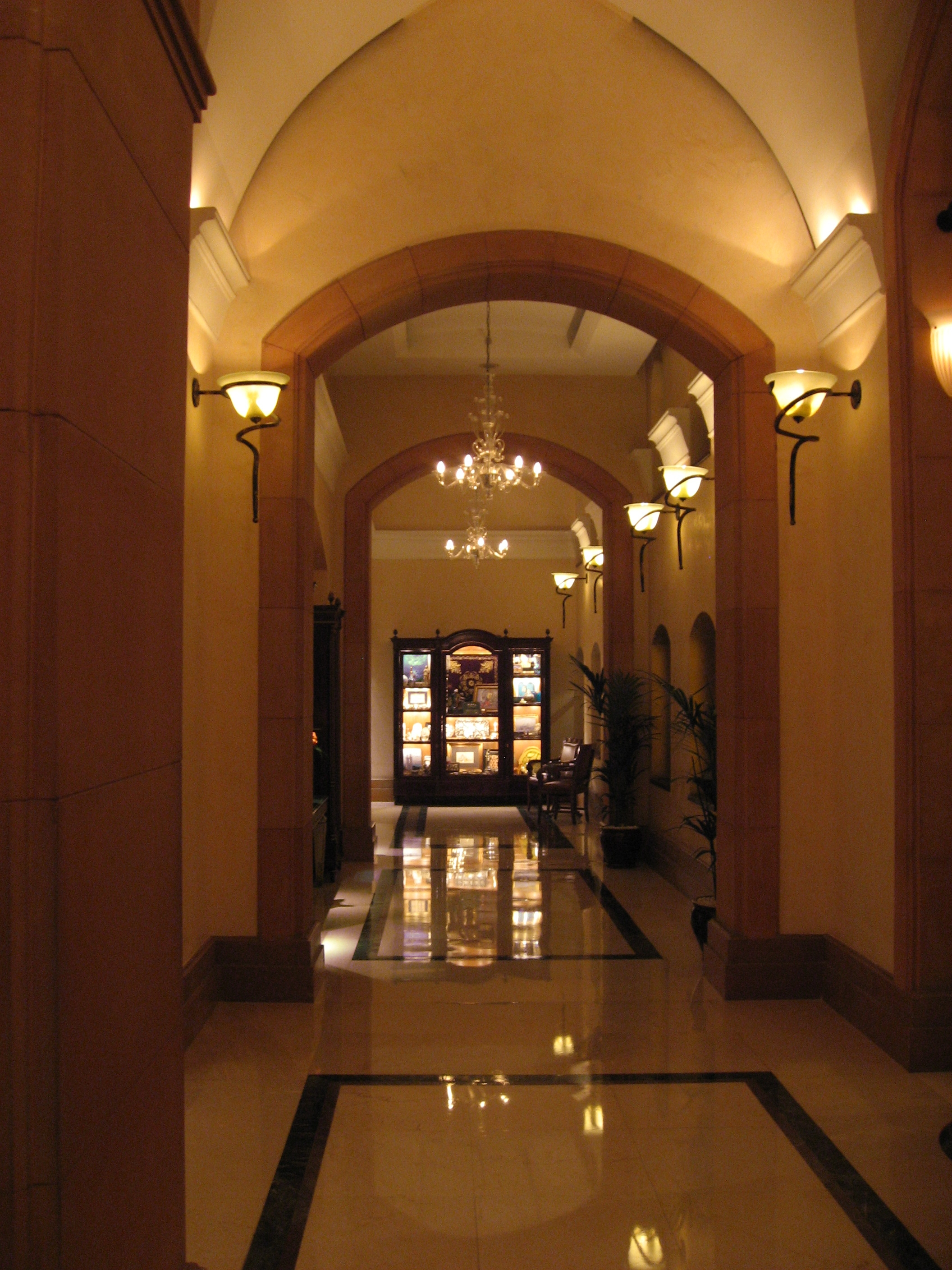
Интерьер отеля Four Seasons Sultanahmet

## История
Тюрьма была построена в период с 1918—1919 годах. На тот момент она была первой тюрьмой в столице Османской империи, построенной по современной концепции с учетом регулирования повседневной жизни и отношений с внешним миром заключенных, ожидающих суда или отбывающих короткие сроки. Здание было спроектировано в стиле турецкого неоклассицизма в начале периода, называемого «Первой национальной архитектурой». Он был построен рядом со зданием суда, которое было построено в 1845 году первоначально как университет (осман. Darülfünun‎ ). Надпись на османском языке на главных воротах здания гласит, что это учреждение называется «Столичная тюрьма для убийств» (осман. Dersaadet Cinayet Tevkifhanesi‎). Это четырехэтажное здание с сторожевыми башнями, ограждающими внутренний двор.
В СИЗО также содержались несовершеннолетние и женщины. После создания тюрьмы Сагмалджылар заключенные были переведены на новое место и 25 января 1969 года тюрьма была заброшена. Позже, во время военного правления, здание продолжало использоваться как военная тюрьма.

## Известные заключённые
Тюрьма Султанахмет служила в основном тюрьмой для писателей, журналистов, художников, осужденных за диссидентство  .
- Билли Хейс (1947–) — писатель, актер и кинорежиссер. Билли Хейс провел одну ночь в тюрьме Султанахмет после ареста в 1970 году, а затем был отправлен в тюрьму Сагмалджылар . [6]
- Михри Белли (1916–2011) — лидер коммунистов
- Дениз Гезмиш (1947–1972) — боевик [7]
- Назым Хикмет (1901–1963) — поэт, в 1938/1939, а затем снова в 1950 году [8] [9]
- Рифат Ильгаз (1911–1993) — лектор и писатель
- Орхан Кемаль (1914–1970) — писатель
- Хикмет Кывилджимли (1902–1971) — лидер коммунистов
- Азиз Несин (1915–1995) — юморист
- Кемаль Тахир (1910–1973) — писатель
- Ведат Тюркали (1919–2016) — сценарист

## Преобразование в гостиницу
В 1992 году после длительного периода запустения, рассматривался проект перепланировки здания под гостиницу . Здание тюрьмы, имеющее большое значение с точки зрения истории искусства и архитектуры, должна была пройти тщательную реконструкцию и открыться как отель класса люкс под управлением «Regent Hotels» под названием «The Regent Istanbul». После приобретения Regent компанией Four Seasons Hotels & Resorts в 1992 году проект был переименован и открыт в 1996 году под названием «Four Seasons Hotel Istanbul at Sultanahmet».
Отель был закрыт в 2020 году для проведения комплексной реконструкции и вновь открылся 1 декабря 2021 года .

## В литературе
Тюрьма была упомянута в триллере Грэма Грина 1932 года «Стамбульский поезд».
Это место упоминается в стихотворении американской поэтессы Майры Шапиро «За Назима Хикмета в старой тюрьме, а теперь в отеле Four Seasons».